# Taracújfalu
Taracújfalu (ukránul: Новоселиця) település Ukrajnában, Kárpátalján, a Técsői járásban.

## Fekvése
A Tarac folyó mellett, Széleslonka és Nyéresháza közt fekvő település.

## Története
A Tarac mellett fekvő települést először 1371-ben említette oklevél  Nerezleuche néven. 1389-ben Nerezlincze, 1410-ben Nereznyche, 1506-ban Neleznice, 1610-ben Also Nyireznycze néven írták.
Nereznice a legkorábban említett Tarac völgyi telelepülés, mely 1371 előtt királyi birtok volt. 1371-ben I. Lajos király a Dolhai család ősének; Szaniszló ungi vajda fiainak adta. 1389-ben Nereznicét három másik településsel: Irholccal, Kökényessel és a Talabor mentén fekvő Uglyával együtt Zsigmond király Aprusa fiainak Erdőnek és Gethesnek (oláhoknak) adta, de ekkorra a települések már nem kenézségek, mivel Nereznicét és az említett 3 másik falut a Szaplonczai-rokonsághoz tartozó Aprusa-fiúk nemesi joggal kapták.
Nereznica 1553-ban a Dolhaiak, majd rokonságuk birtoka lett. 1553-ban Dolhai Imre, 1600-ban Bernáth László, Farkas György, Kornis György, Rosályi Kún Péter özvegyének és Vér Lászlónak birtoka volt. A települést Felső Nyireznicze néven 1610-ben említette először oklevél. Előtte csak Nereznice néven említették.
1910-ben 1788 lakosából 7 magyar, 250 német, 1531 ruszin volt. Ebből 1535 görögkatolikus, 251 izraelita volt. A trianoni békeszerződés előtt Máramaros vármegye Taracvizi járásához tartozott.